# Landing Sané
Landing Sané (Ermont, 19 dicembre 1990) è un cestista francese con cittadinanza senegalese.

## Palmarès
- Coppa di Francia: 1

Pau-Lacq-Orthez: 2021-22
- Match des Champions: 1

Paris-Levallois: 2013